# ASC 09 Dortmund
L'ASC 09 Dortmunt - Sport Club Aplerbeck 09 e.V. è una società sportiva di Dortmunt con sede nel quartiere di Aplerbeck. Il club fu fondato nel 1909, i colori sociali sono il bianco e il blu. La società ha più sezioni sportive, tra cui: Pallamano, pallacanestro, calcio, ciclismo, nuoto, pallavolo, escursionismo, freccette, ginnastica e tennis da tavolo.

## Calcio
Il calcio è stato uno sport fondamentale per la nascita dell'ASC 09, infatti il club fu fondato da un gruppo di ragazzi che si incontrarono al "Möllers Kamp" un maggio del 1909 proprio per giocare a calcio, tuttavia la società aprirà ufficialmente la sezione calcistica solo nel 1919. Il campo di gioco del ASC 09 Dortmunt fu costruito solo nel 1925 col nome di "Waldstadion", dal 2020 lo stadio si chiama "Urlaubsguru Stadion" per motivi di sponsorizzazione con l'agenzia di viaggi online. La squadra giocherà per anni nei campionati provinciali e avrà i suoi primi successi tra il 1968 e il 1970 dove raggiungerà la Landesliga Westfalen. attualmente la squadra milita nella Oberliga Westfalen.

## Pallacanestro
La squadra di pallacanestro dell'ASC 09 nel settembre dei primi del 1960, il terreno di gioco della squadra di basket è situato nella palestra della Realschulen (istituto tecnico) Albrecht Dürer di Dortmunt